# غونار ألف لارسن
غونار ألف لارسن (بالنرويجية البوكمول: Gunnar Alf Larsen)‏ هو سياسي نرويجي، ولد في 27 ديسمبر 1919 في النرويج، وتوفي في 24 ديسمبر 2003. حزبياً، نشط في حزب العمال. وقد انتخب عضو برلمان النرويج ‏.